# Armando Çungu
Armando Çungu (Scutari, 23 aprile 1973) è un allenatore di calcio, dirigente sportivo ed ex calciatore albanese, di ruolo centrocampista.

## Carriera

### Club

#### Allenatore
Il 3 agosto 2014 firma con il Laçi, squadra con la quale vince la Coppa d'Albania 2014-2015, al suo primo anno sulla panchina dei Laçiani.

## Palmarès

### Giocatore

#### Club

##### Competizioni nazionali
- Campionato albanese: 1

Vllaznia: 1997-1998

### Allenatore

#### Club

##### Competizioni nazionali
- Coppa d'Albania: 2

Laçi: 2014-2015
Kukësi: 2018-2019
- Supercoppa d'Albania: 1

Laçi: 2015